# Montiopsis
Montiopsis es un género de la familia Montiaceae. Es originario de Sudamérica.

## Taxonomía
Montiopsis fue descrito por Carl Ernst Otto Kuntze y publicado en Revisio Generum Plantarum 3(3): 14. 1898. La especie tipo es: Montiopsis boliviana Kuntze.. 

## Especies aceptadas
A continuación se brinda un listado de las especies del género Montiopsis aceptadas hasta mayo de 2012, ordenadas alfabéticamente. Para cada una se indica el nombre binomial seguido del autor, abreviado según las convenciones y usos:
- Montiopsis andicola (Gillies ex Hook. & Arn.) D.I. Ford
- Montiopsis berteroana (Phil.) D.I.Ford
- Montiopsis capitata (Hook. & Arn.) D.I. Ford
- Montiopsis cistiflora (Gillies ex Arn.) D.I.Ford
- Montiopsis copiapina (Phil.) D.I. Ford
- Montiopsis cumingii (Hook. & Arn.) D.I. Ford
- Montiopsis demissa (Phil.) D.I. Ford
- Montiopsis gayana (Barnéoud) D.I.Ford
- Montiopsis gilliesii (Hook. & Arn.) D.I. Ford
- Montiopsis glomerata (Phil.) D.I. Ford
- Montiopsis modesta (Phil.) D.I. Ford
- Montiopsis parviflora (Phil.) D.I. perú
- Montiopsis polycarpoides (Phil.) Peralta
- Montiopsis potentilloides (Barnéoud) D.I. Ford
- Montiopsis ramosissima (Hook. & Arn.) D.I. Ford
- Montiopsis sericea (Hook. & Arn.) D.I. Ford
- Montiopsis trifida (Hook. & Arn.) D.I. Ford
- Montiopsis umbellata (Ruiz & Pav.) D.I.Ford - flor de la mistela[3]